# ساسان (دادور)
ساسان (پارسی میانه: Sāsān) یکی از نجیب‌زادگان ساسانی در سده سوم میلادی در زمان حکومت شاپور یکم بود.

## زندگی

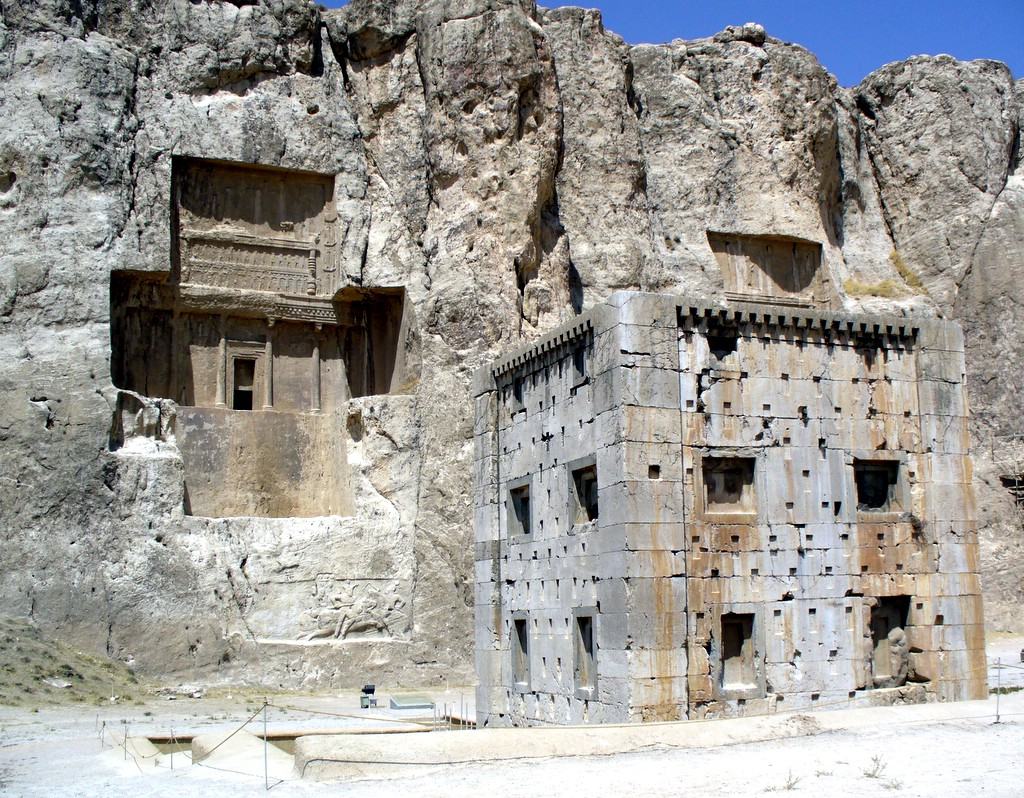
کعبه زرتشت، جایی که سنگ‌نوشته شاپور یکم حک شده‌است

از او در سنگ‌نوشته شاپور یکم بر کعبه زرتشت به عنوان دادور (پارسی میانه: dādwar) یاد شده‌است. او در این سنگ‌نوشته در میان ۶۷ نجیب‌زاده در رتبهٔ شصت‌وپنجم قرار دارد. با توجه به مقامش می‌توان حدس زد که او یک خواجه باشد.